# Сотницынское сельское поселение
Сотницы́нское се́льское поселе́ние — муниципальное образование в Сасовском районе Рязанской области России.

## История
Образовано в результате муниципальной реформы 2006 г. на территории Сотницынского сельского округа (центр Сотницыно) — с возложением административного управления на посёлок Сотницыно.

## Население
| 2010  | 2012  | 2013  | 2014  | 2015  | 2016  | 2017  |
| ----- | ----- | ----- | ----- | ----- | ----- | ----- |
| 3020  | ↘2938 | ↘2872 | ↘2814 | ↘2772 | ↘2711 | ↘2652 |
| 2018  | 2019  | 2020  | 2021  |       |       |       |
| ↘2576 | ↘2495 | ↘2423 | ↘2356 |       |       |       |

## Административное устройство
Образование и административное устройство сельского поселения определяются законом Рязанской области от 07.10.2004 № 96-ОЗ.
Границы сельского поселения определяются законом Рязанской области от 08.12.2008 № 189-ОЗ.

## Населённые пункты
В состав сельского поселения входит 2 населённых пункта:
| Населённый пункт | Статус  | Население, человек | Год  | % от населения поселения | Расстояние до центра поселения, км | Расстояние до райцентра, км | Примечание |
| ---------------- | ------- | ------------------ | ---- | ------------------------ | ---------------------------------- | --------------------------- | ---------- |
| Верхнее Мальцево | село    | 248                | 2010 | 8.5                      | 5                                  | 13                          |            |
| Декабристы       | посёлок | 29                 | 2010 | 1                        | 5                                  | 18                          |            |
| Сотницыно        | посёлок | 2643               | 2010 | 90.5                     | —                                  | 13                          |            |